# Septembre 1783

## Événements
- 3 septembre :

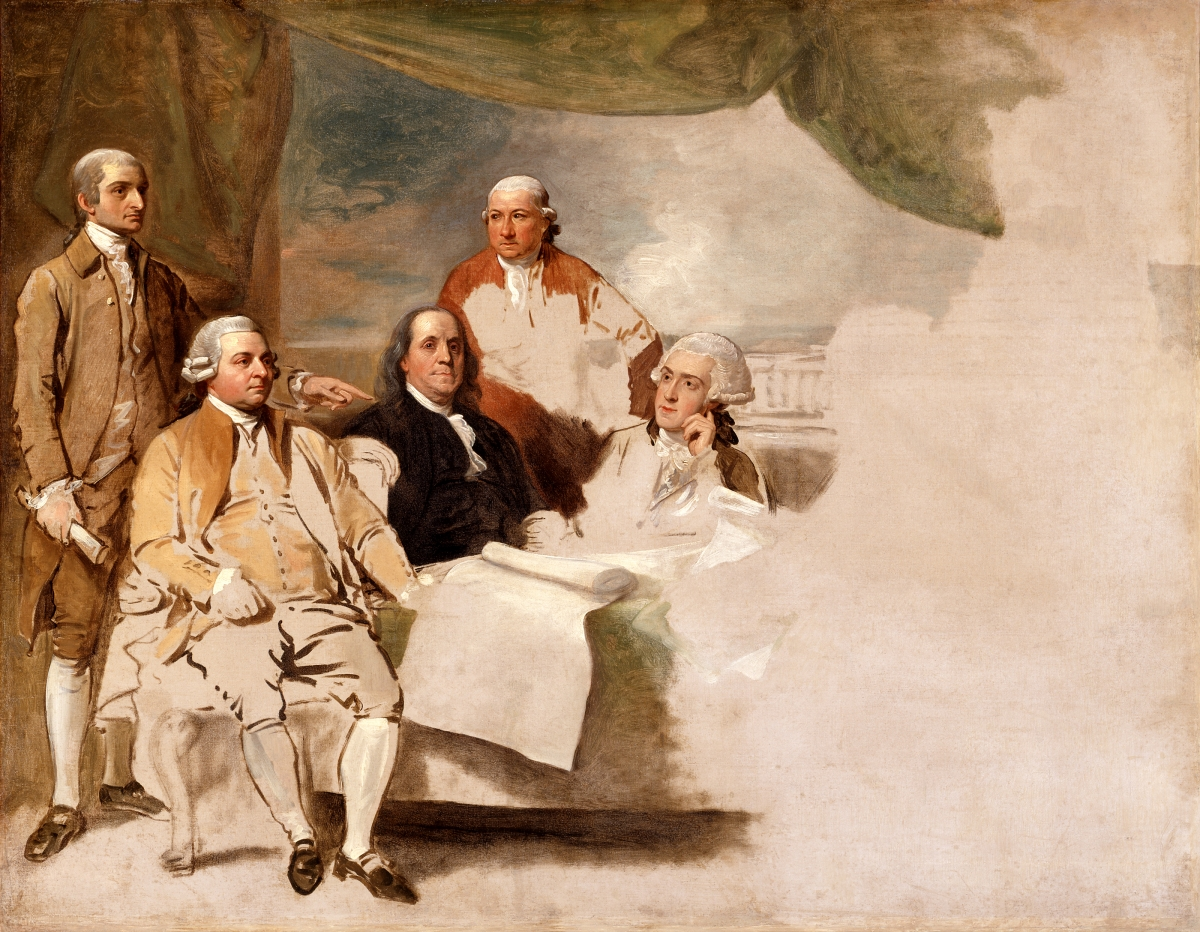
3 septembre : Traité de Paris (1783), toile inachevée de Benjamin West

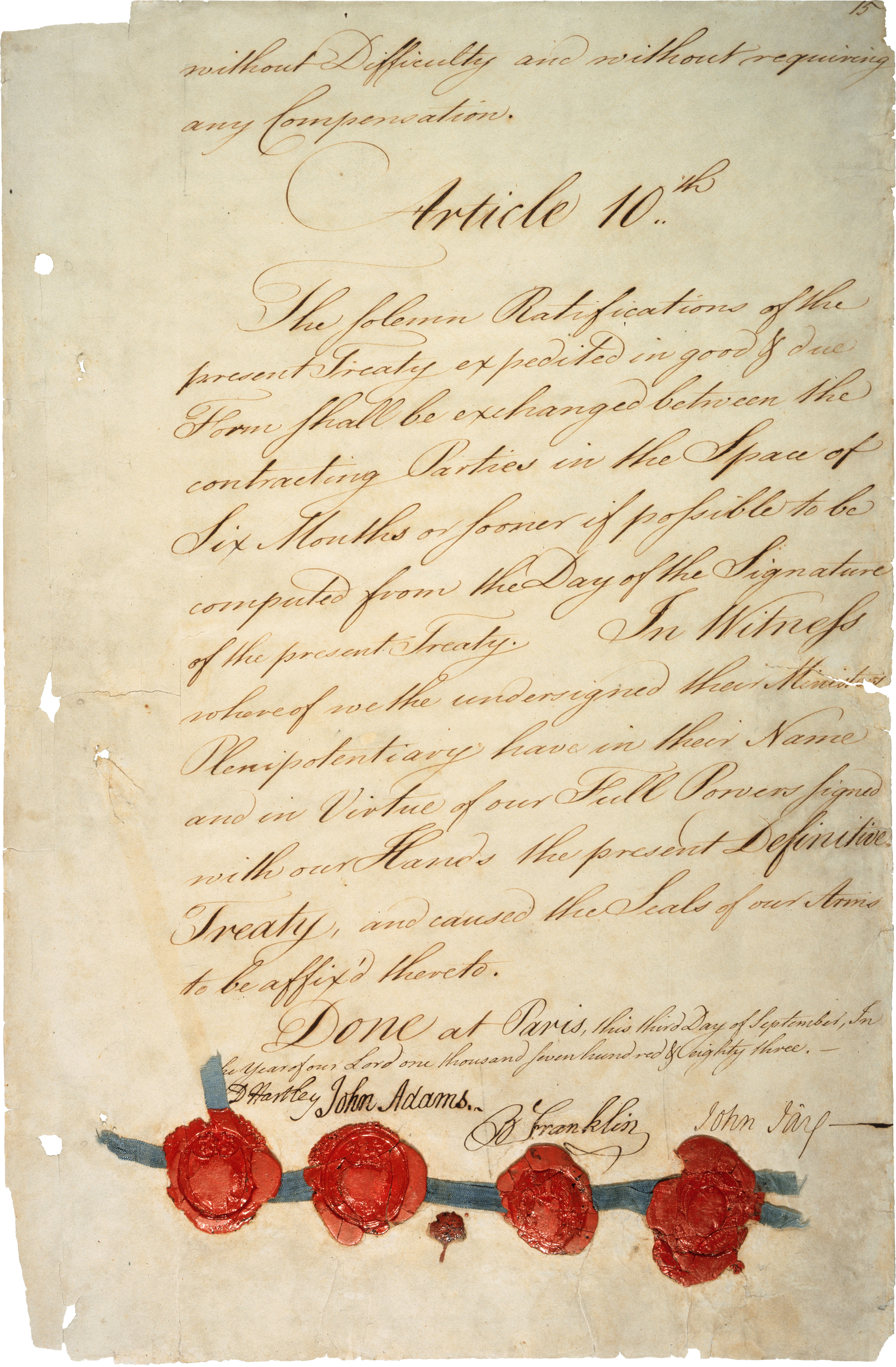
3 septembre : la dernière page du Traité de Paris

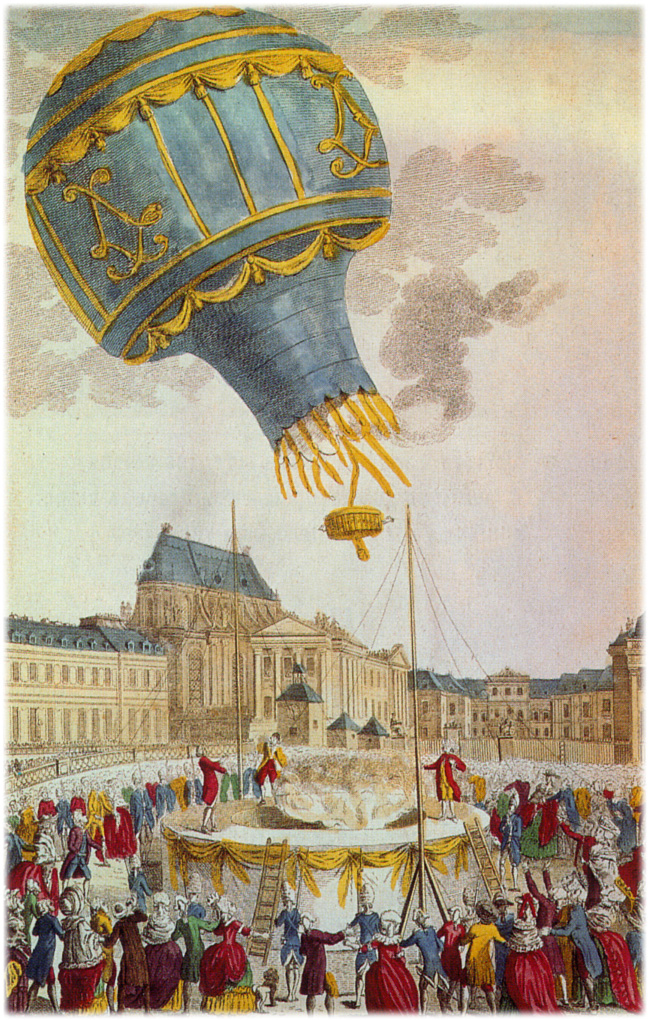
19 septembre : envol de la première montgolfière habitée par 3 animaux, de la Place d'Armes de Versailles

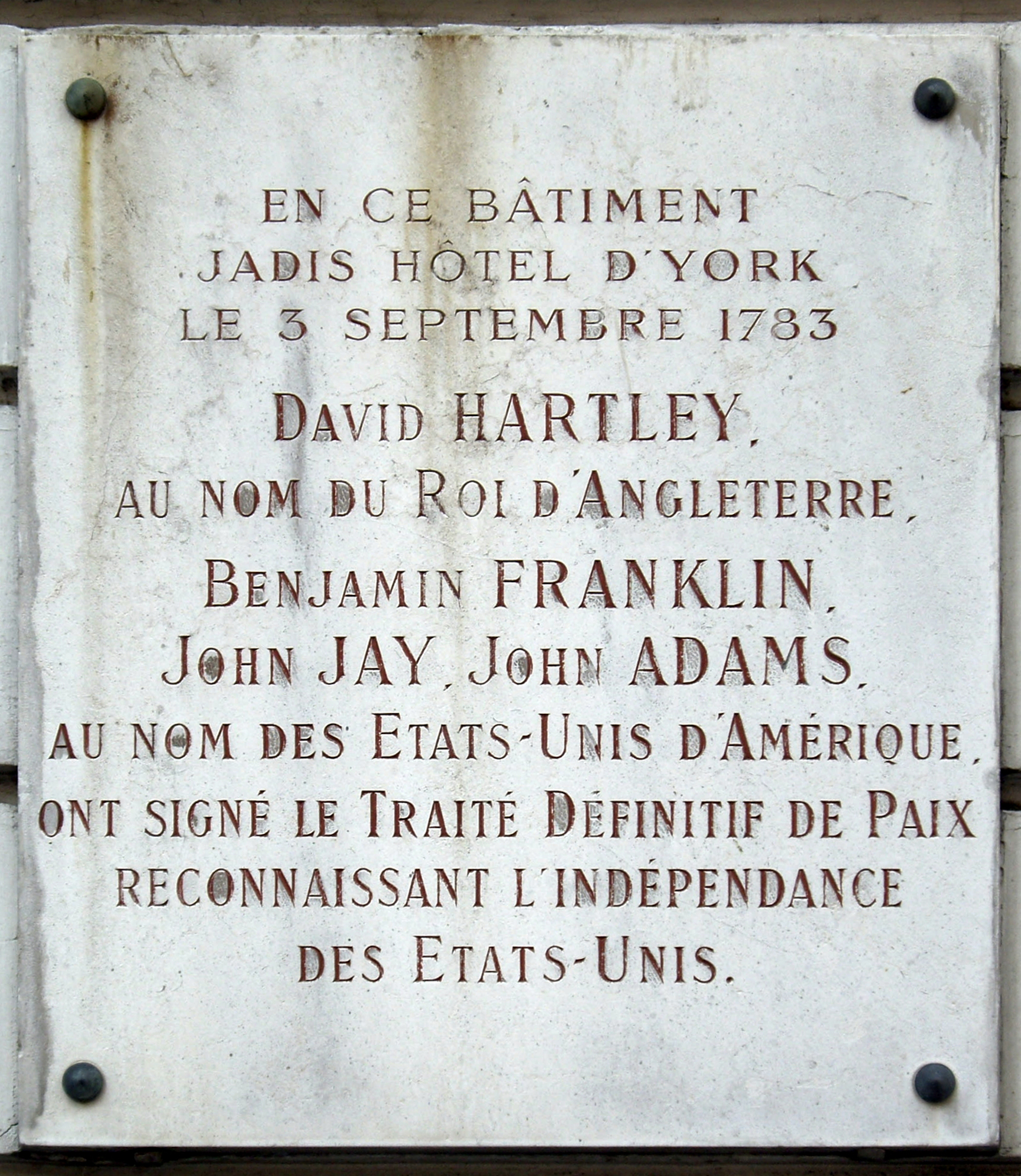
3 septembre : plaque commémorative du traité de Paris, fixé à l'immeuble de la rue Jacob ((no 56)) où fut signé le traité.

  - Le traité de Paris met un terme à la guerre d'indépendance des États-Unis d'Amérique[1]. Il est signé entre les représentants des treize colonies américaines et les représentants britanniques. Les Grands Lacs forment la frontière nord, le Mississippi la frontière occidentale. Les Britanniques renoncent à la vallée de l’Ohio.
  - Traité de Versailles. Le Royaume-Uni restitue à l'Espagne Minorque et la Floride, mais garde Gibraltar. La France récupère ses comptoirs en Inde et au Sénégal[1] de plus le Royaume de Grande-Bretagne lui cède quelques îles aux Antilles. L’expansion maritime et coloniale de la Grande-Bretagne est stoppée (1783-1830).

- 9 septembre : Dickinson College devient la première université fondé aux États-Unis.

- 19 septembre : vol d'une montgolfière (air chaud) à Versailles avec des animaux (un mouton, un coq et un canard) car le roi n'avait pas permis que des hommes s'installent dans la nacelle.

## Naissances
- 1er septembre : Johann Friedrich Helmsdorf, peintre et graveur allemand († 28 janvier 1852).
- 23 septembre : Peter von Cornelius, peintre et fresquiste romantique allemand († 6 mars 1867).

## Décès
- 6 septembre : Carlo Antonio Bertinazzi, dit Carlin, 72 ans, acteur et dramaturge italien (° 2 décembre 1710).
- 18 septembre : Leonhard Euler, mathématicien suisse.
- 27 septembre : Étienne Bézout, mathématicien français.